# Rubén Marcos
Rubén Marcos (Osorno, 6 dicembre 1942 – Osorno, 14 agosto 2006) è stato un calciatore cileno, di ruolo centrocampista.